# Modelo de Bradley–Terry
El modelo de Bradley–Terry es un modelo de probabilidad que puede predecir el resultado de una comparación pareada. Dado un par de individuos i y j extraídos de alguna población, se estima la probabilidad de que la comparación por pares i > j resulta cierta, como
{\displaystyle P(i>j)={\frac {p_{i}}{p_{i}+p_{j}}}}
donde pi es una puntuación real positiva asignada al individuo i. La comparación i > j se puede leer como "i es preferible a j", "i ocupa un lugar más alto que j" o "i vence a j", según la aplicación.
Por ejemplo, pi puede representar la habilidad de un equipo en un torneo deportivo, estimada a partir del número de veces que he ganado un partido. {\displaystyle P(i>j)} a continuación, representa la probabilidad de que i a ganar un partido contra j. Otro ejemplo utilizado para explicar el propósito del modelo es el de puntuar los productos de una determinada categoría por calidad. Si bien es difícil para una persona redactar una clasificación directa de (muchas) marcas de vino, puede ser factible comparar una muestra de pares de vinos y decir, para cada par, cuál es mejor. El modelo de Bradley–Terry se puede utilizar para obtener una clasificación completa.

## Historial y aplicaciones
El modelo lleva el nombre de R. A. Bradley y M. E. Terry, quienes lo presentaron en 1952, aunque ya había sido estudiado por Zermelo en la década de 1920.
Las aplicaciones del modelo en el mundo real incluyen la estimación de la influencia de las revistas estadísticas o la clasificación de documentos por relevancia en los motores de búsqueda con aprendizaje automático. En la última aplicación, {\displaystyle P(i>j)} puede reflejar que el documento i es más relevante para la consulta del usuario que el documento j, por lo que debería mostrarse antes en la lista de resultados. El pi individual expresa entonces la relevancia del documento y se puede estimar a partir de la frecuencia con la que los usuarios hacen clic en "resultados" particulares cuando se les presenta una lista de resultados.

## Definición
El modelo de Bradley–Terry se puede parametrizar de varias formas. Una forma de hacerlo es elegir un solo parámetro por observación, lo que lleva a un modelo de n parámetros p1, ..., pn. Otra variante, de hecho la versión considerada por Bradley y Terry, utiliza funciones de puntuación exponencial {\displaystyle p_{i}=e^{\beta _{i}}} de modo que
{\displaystyle P(i>j)={\frac {e^{\beta _{i}}}{e^{\beta _{i}}+e^{\beta _{j}}}}}
o, usando el logit (y no permitiendo los lazos),
{\displaystyle \operatorname {logit} (P(i>j))=\log \left({\frac {P(i>j)}{1-P(i>j)}}\right)=\log \left({\frac {P(i>j)}{P(j>i)}}\right)=\beta _{i}-\beta _{j}}
reduciendo el modelo a regresión logística por parejas de individuos.

### Estimación de los parámetros
El siguiente algoritmo calcula los parámetros pi de la versión básica del modelo a partir de una muestra de observaciones. Formalmente, calcula una estimación de máxima verosimilitud, es decir, maximiza la probabilidad de los datos observados. El algoritmo se remonta al trabajo de Zermelo.
Las observaciones requeridas son los resultados de comparaciones previas, por ejemplo, pares (i , j) donde i vence a j. Resumiendo estos resultados como wij, el número de veces que i ha vencido a j, obtenemos la probabilidad logarítmica del vector de parámetros p = p1 , ..., pn como
{\displaystyle L(\mathbf {p} )=\sum _{i}^{n}\sum _{j}^{n}w_{ij}\ln p_{i}-w_{ij}\ln(p_{i}+p_{j}).}<
Denote el número de comparaciones "ganadas" por i como Wi. A partir de un vector arbitrario p, el algoritmo realiza iterativamente la actualización
{\displaystyle p'_{i}=W_{i}\left(\sum _{j\neq i}{\frac {w_{ij}+w_{ji}}{p_{i}+p_{j}}}\right)^{-1}}
para todo i. Después de calcular todos los nuevos parámetros, deben volver a normalizarse,
{\displaystyle p_{i}\leftarrow {\frac {p'_{i}}{\sum _{j=1}^{n}p'_{j}}}.}
Este procedimiento de estimación mejora la probabilidad logarítmica en cada iteración y, finalmente, converge a un máximo único.